# El senyor dels desitjos
El senyor dels desitjos (títol original: Wishmaster) és una pel·lícula estatunidenca de terror dirigida per Robert Kurtzman el 1997. Forma part d'una tetralogia. Ha estat doblada al català.

## Argument
La llegenda vol que algú que desperti un jinn se li concedeixin tres desitjos a canvi de la seva ànima, i que quan un jinn ha recollit 1000 ànimes, pot obrir una porta permetent a tots els seus semblants de venir a la Terra.
Any 1127. Persia. Zaratustra arriba a desemmascarar i empresonar un jinn malèfic en una pedra preciosa.
Als nostres dies, Raymond Beaumont, un col·leccionista d'antiguitats, va al port per rebre l'estàtua d'Ahura Mazda. Desgraciadament, el gruista és borratxo i deixa caure l'estàtua qui es trenca al moll. Un dels obrers present observa llavors una pedra preciosa a les runes i se l'endú discretament. La revèn més tard a la secretària d'Alexandra Amberson. No arribant a determinar la naturalesa exacta de la pedra, Alexandra la confia al seu amic Josh. Aquest últim desperta desafortunadament el jinn analitzant la pedra, cosa que provoca una explosió que el ferirà. El jinn llavors mata Josh, pren l'aparença de Nathaniel Demerest i investiga Alexandra amb la finalitat que demani els 3 desitjos. El poder del jinn es limita al servei del compliment dels desitjos. No pot fer mal mentre que un desig no sigui pronunciat.
El jinn demana a una de les seves víctimes: « Saps fins a quin punt és frustrant de tenir poders immensos però només poder-los utilitzar quan un pobre idiota us ho demana ».

## Repartiment
- Tammy Lauren: Alexandra Amberson
- Andrew Divoff: El Djinn / Nathaniel Demerest
- Chris Lemmon: Nick Merritt
- Wendy Benson: Shannon Amberson
- Tony Crane: Josh Aickman
- Robert Englund: Raymond Beaumont
- Ricco Ross: El tinent Nathanson
- Jenny O'Hara: Wendy Derleth
- Kane Hodder: El guarda de Merritt
- Tony Todd: Johnny Valentine
- John Byner: Doug Clegg
- George 'Buck' Flower: El SDF
- Gretchen Palmer: Ariella
- Ted Raimi: Ed Finney
- Joseph Pilato: Mickey Torelli